# Creature grandi e piccole (romanzo)
Creature grandi e piccole (All Creatures Great and Small) è un romanzo dello scrittore e veterinario inglese James Herriot, pseudonimo di James Alfred Wight. Il romanzo è l'edizione unificata dei racconti If Only They Could Talk del 1970 e It Shouldn't Happen to a Vet del 1972. Il romanzo prevalentemente autobiografico e narrato in prima persona, tratta della vita di Herriot quando esercitava la professione di veterinario nella campagna inglese, ed è stato il primo di una serie di fortunati romanzi.

## Trama
La storia è ambientata nell Yorkshire negli anni Trenta del Ventesimo secolo. James Herriot è un giovane veterinario appena laureato, che ha ottenuto un importante colloquio di lavoro con Siegfried Farnon, un giovane veterinario di successo. È piuttosto emozionato perché da quel colloquio dipende tutta la sua vita futura, ma non sa che quel giorno rappresenterà l'inizio di tante avventure che nel corso degli anni vivrà tra i contadini di villaggi sperduti nel suo ruolo di veterinario, con l'aiuto dell'eccentrico Siegfried, che assieme al fratello diventeranno i suoi più grandi amici. Un giorno poi James Herriot incontrerà Helen e troverà l'amore.

## Personaggi principali
James Herriot
Giovane veterinario neolaureato, che racconta in prima persona le sue disavventure di veterinario nella campagna inglese dello Yorkshire.
Siegfried Farnon
Eccentrico datore di lavoro di James Herriot, nonché suo grande amico.
Tristan Farnon
Fratello più giovane di Siegfried, e non ancora laureato, non prende troppo sul serio la professione di veterinario, subendo però le terribili sfuriate del fratello.
Helen Alderson
Giovane figlia di un ricco proprietario terriero e corteggiata da numerosi giovani della zona, dopo un breve fidanzamento sposerà Herriot alla fine del romanzo.

## Origine del titolo
Il titolo del romanzo e di quelli della stessa serie sono presi dall'inno della Chiesa anglicana All Things Bright and Beautiful, i cui primi versi recitano:
(Cecil Frances Alexander, Hymns for Little Children)
Il testo dell'inno, popolare anche in altre confessioni cristiane, è della poetessa irlandese Cecil Frances Alexander ed è stato pubblicato nella raccolta Hymns for Little Children del 1871.

## Trasposizioni del romanzo
- Dal romanzo nel 1975 è stato tratto Paesaggio segreto (in originale: All Creatures Great and Small), un film per la televisione diretto da Claude Whatham con Simon Ward e Anthony Hopkins, seguito nel 1976 da It Shouldn't Happen to a Vet, un film diretto da Eric Till.
- Nel 1978 la BBC ha prodotto la serie televisiva All Creatures Great and Small di 90 episodi, trasmessa in Italia dalla Rai negli anni 80 col titolo Creature grandi e piccole.
- Nel 2020 l'emittente Channel 5 ha cominciato a trasmettere un nuovo adattamento dal titolo Creature grandi e piccole - Un veterinario di provincia.[2]

## Edizioni
- James Herriot, If Only They Could Talk, 1970, ISBN 0-330-23783-7.
- James Herriot, It Shouldn't Happen to a Vet, 1972, ISBN 0-330-23782-9.
- James Herriot, All Creatures Great and Small, 1972, ISBN 0-330-25049-3.